# Kianjavato
Kianjavato est une commune rurale malgache située dans la région de Vatovavy.

## Géographie
Kianjavato connaît un centre de recherche agricole, le centre FOFIFA (Foibe ny Fikarohana sy ny Fambolena) en malgache, centre de recherche agronomique. Il a été créé dans les années 1950.
Le centre est spécialisé dans les recherches sur le café (arabica, ...), mais aussi la vanille, le poivre et la recherche sur les bovidés.